# 成田羊羹資料館
成田羊羹資料館（なりたようかんしりょうかん）は、千葉県成田市上町にある、米屋株式会社の企業博物館。米屋の歴史と羊羹にまつわる展示を行う。佐賀県小城市の村岡総本舗が運営する村岡総本舗羊羹資料館と並び、日本国内に2館しかない羊羹に関する資料館の1つである。

## 施設
建物は木造2階建てで、外観は洋館風、内観は大正時代の商家風になっている。1階は企画展示、2階は常設展示を行う。

### 1階
企画展示では、年2回の企画展を開いている。これまでに、成田山表参道の発展と土産の歴史（2007年〔平成19年〕）、時系列順に菓子の誕生秘話や作り手の思いなどを紹介する「お菓子の昭和史」（2012年〔平成24年〕）、日本中の和菓子店の包装紙を集めた展覧会などを開催してきた。企画展は「せっかく見に来てくれる人のために、新鮮味のある内容を」との思いで企画を練り、米屋の企業博物館でありながら、他社の商品を現地取材して紹介することもある。
このほかに、映像コーナーや、羊羹付きのおみくじを引けるコーナーがある。

### 2階
常設展示は、羊羹の歴史、米屋の歴史、創業者・諸岡長蔵の紹介コーナーなどに分かれ、米屋で過去に使っていた道具や広告、パッケージなどを、創業者の思いを交えながら展示する。具体的には、創業者の諸岡長蔵が使っていた机、長蔵が慰問品として戦地に送った缶詰羊羹、デビューして間もない岩下志麻を起用した「缶入り水羊羹」のポスター（1962年〔昭和37年〕）などの展示がある。羊羹に関しては米屋だけでなく、日本各地の羊羹についても、ラベルなどを展示している。
創業者の長蔵は人とのしての生き方にも深い関心を寄せ、モラロジー研究を行った廣池千九郎を財政的に援助したことから、長蔵と廣池に関する資料や米屋が掲げる「なごみ」の精神について紹介する「モラロジーコーナー」もある。

## 歴史
1990年代、成田山新勝寺の参拝者数は減少傾向が続き、その表参道に店舗を構える米屋でも売り上げが落ち込んでいた。創業から100年を迎えた1999年（平成11年）、米屋は「リボーン」計画を始動し、本店の改装を核として、ブランド力の向上や社内の意識改革を推進した。2002年（平成14年）10月26日、成田市生涯学習市民ギャラリーを併設した新しい総本店の営業を開始し、これに先駆けて同年10月21日に成田羊羹資料館を開設した。日本で2番目の羊羹資料館である。館名に「米屋」の名を冠しなかったのは、「成田とともに歩んできたから」という企業の思いがあったからである。
2005年（平成17年）4月6日に来館者数が10万人を、2016年（平成28年）3月9日に30万人を突破した。

## 利用案内
成田市上町、成田山新勝寺表参道沿いにある、米屋総本店の裏手にある。
- 開館時間：10時から16時まで
  - 正月三が日は9時から17時まで
- 休館日：展示替えの日
- 入館料：無料[12]
- 交通：JR成田駅および京成成田駅から徒歩約10分[2]